# Frederick Hauck
Frederick Hamilton Hauck, detto Rick (Long Beach, 11 aprile 1941), è un ex astronauta statunitense.
Prima di ritirarsi ha partecipato alle missioni dello Space Shuttle: STS-7, STS-51-A, STS-26, comandando le ultime due.